# San Marino op de Olympische Winterspelen 2022
San Marino nam deel aan de Olympische Winterspelen 2022 in Peking in China.

## Deelnemers en resultaten

### Alpineskiën
Maximaal vier deelnemers per onderdeel
Mannen
| Naam         | Onderdeel    | 1e run  | 1e run | 2e run  | 2e run | Totaal  | Totaal |
| Naam         | Onderdeel    | Tijd    | Rang   | Tijd    | Rang   | Tijd    | Rang   |
| ------------ | ------------ | ------- | ------ | ------- | ------ | ------- | ------ |
| Matteo Gatti | Reuzenslalom | 1:20,40 | 49     | DQ      |        |         |        |
| Matteo Gatti | Slalom       | 1:08,52 | 49     | 1:03,41 | 44     | 2:11,93 | 43     |

Vrouwen
| Naam         | Onderdeel    | 1e run  | 1e run | 2e run  | 2e run | Totaal  | Totaal |
| Naam         | Onderdeel    | Tijd    | Rang   | Tijd    | Rang   | Tijd    | Rang   |
| ------------ | ------------ | ------- | ------ | ------- | ------ | ------- | ------ |
| Anna Torsani | Reuzenslalom | 1:13,89 | 57     | 1:15,37 | 48     | 2:29,26 | 47     |
| Anna Torsani | Slalom       | DNF     |        | DNS     |        |         |        |

Albanië · Amerikaans-Samoa · Amerikaanse Maagdeneilanden · Andorra · Argentinië · Armenië · Australië · Azerbeidzjan · België · Bolivia · Bosnië en Herzegovina · Brazilië · Bulgarije · Canada · Chili · China · Chinees Taipei · Colombia · Cyprus · Denemarken · Duitsland · Ecuador · Eritrea · Estland · Filipijnen · Finland · Frankrijk · Georgië · Ghana · Griekenland · Groot-Brittannië · Haïti · Hongarije · Hongkong · Ierland · IJsland · India · Iran · Israël · Italië · Jamaica · Japan · Kazachstan · Kirgizië · Kosovo · Kroatië · Letland · Libanon · Liechtenstein · Litouwen · Luxemburg · Madagaskar · Maleisië · Malta · Marokko · Mexico · Moldavië · Monaco · Mongolië · Montenegro · Nederland · Nieuw-Zeeland · Nigeria · Noord-Macedonië · Noorwegen · Oekraïne · Oezbekistan · Oost-Timor · Oostenrijk · Pakistan · Peru · Polen · Portugal · Puerto Rico · Roemenië · San Marino · Saoedi-Arabië · Servië · Slovenië · Slowakije · Spanje · Thailand · Trinidad en Tobago · Tsjechië · Turkije · Verenigde Staten · Wit-Rusland · Zuid-Korea · Zweden · Zwitserland
Russische ploeg